# World Electric Vehicle Association

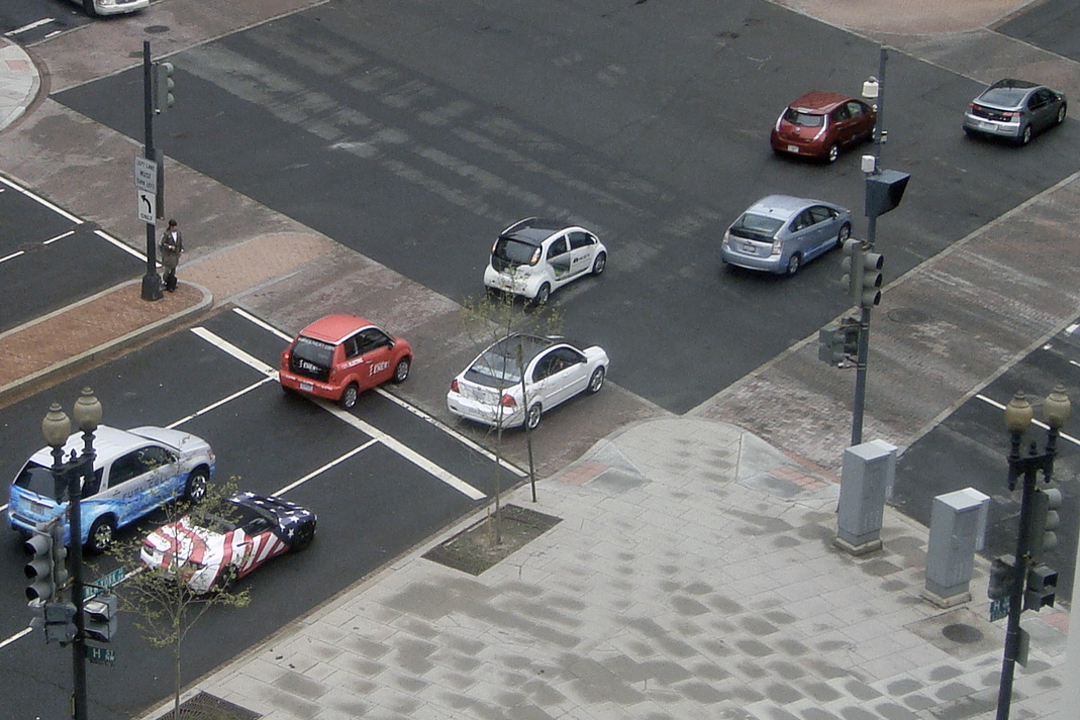
Varios coches eléctricos e híbridos enchufables que participaron en la Innovation Motorcade de 2011 de EDTA en Washington D. C.

La Asociación Mundial de Vehículos Eléctricos (en inglés, World Electric Vehicle Association -WEVA) es una organización que promueve los vehículos eléctricos a nivel global y local.
El presidente es Myoungho Sunwoo.

## Federaciones miembro
WEVA está compuesta por:
- La Asociación de Transporte de Tracción Eléctrica (EDTA)
- La Asociación de Vehículos Eléctricos de Asia Pacífico (EVAAP)
- La Asociación Europea para los vehículos eléctricos de batería, híbridos y de pila de combustible (AVERE)

### EDTA
La Asociación de Transporte de Tracción Eléctrica (EDTA) es la rama estadounidense, con sede en Washington D. C.
Fundada en 1989, la Asociación de Transporte Electric Drive (EDTA) es la asociación estadounidense de la industria por excelencia dedicado a la promoción de la propulsión eléctrico como el mejor medio para lograr el uso altamente eficiente y limpio de energía segura en el sector del transporte. EDTA apoya la comercialización sostenible de todas las tecnologías de transporte de propulsión eléctrica al proporcionar información en profundidad, educación, creación de redes de industria, promoción de políticas públicas y conferencias y exposiciones internacionales. Como una voz unificada para la industria de la propulsión eléctrica, entre los miembros de EDTA se incluye una representación diversa de los fabricantes de vehículos y de equipos, proveedores de energía, proveedores de componentes y usuarios finales.
EDTA también es bien conocido por su Asamblea anual EDTA Conference & Annual Meeting, que se lleva a cabo en Washington D. C.

### EVAAP
Asociación de Vehículos Eléctricos de Asia Pacífico (EVAAP) es una organización internacional que promueve el uso de vehículos eléctricos en las zonas de Asia y el Pacífico. 

### AVERE
La Asociación Europea para los vehículos eléctricos de batería, híbridos y de pila de combustible (AVERE) fue fundada en 1978 y tiene su sede en Bruselas. Se trata de una red europea de usuarios, ONGs, asociaciones, grupos de interés, etc. Su principal objetivo es promover el uso de los vehículos eléctricos de batería , híbridos y de pila de combustible (individualmente y en flotas), para usos prioritarios, a fin de lograr una movilidad más ecológica para ciudades y países. Para lograr estos objetivos, las actividades de AVERE están relacionadas con la difusión, creación de redes, vigilancia, participación en proyectos europeos y multilaterales, grupos de presión e investigación y desarrollo.

#### Estructura
AVERE es una estructura federada y descentralizada, con 17 Asociaciones Nacionales, 2 redes europeas (Citelec y Eurelectric), así como miembros directos, con más países, entre ellos los nuevos Estados miembros, en proceso de adhesión. En total, hay más de 1.000 miembros directos e indirectos. Como se ha indicado anteriormente, AVERE forma la Asociación Mundial de Vehículos Eléctricos (WEVA), junto con EVAAP (Asia Pacífico) y EDTA (Norte y Sur América).

#### Actividades
Las principales actividades están relacionadas con la difusión, creación de redes, vigilancia, la participación en proyectos europeos y multilaterales, grupos de presión e investigación y desarrollo. En la promoción de políticas públicas, AVERE presenta las preocupaciones de la industria de propulsión eléctrica y organismos de I+D a la Comisión Europea, que desempeña un papel clave en ayudar al desarrollo de vehículos limpios.
Como parte de WEVA, AVERE organiza Simposios de Vehículos Eléctricos (Electric Vehicle Symposium - EVS). También colabora en eventos regionales en diferentes países y en muchas conferencias y talleres especializados.

## Simposio Internacional y Exposición de Vehículos Eléctricos (EVS)
WEVA organiza anualmente el International Electric Vehicle Symposium and Exposition Vehicle Symposium (EVS).
La serie EVS comenzó en 1969 como un foro académico para la interconexión mundial y el intercambio de información técnica. Dado que las tecnologías de propulsión eléctrica progresaron desde las aulas y laboratorios hacia el Mercado, EVS se transformó en un evento que tiene a la vez una orientación académica y de negocios. Desde su creación, han tenido lugar 25 EVS en todo el mundo.
Con rotación entre todas las regiones del mundo, cada evento EVS es recibido por uno de los tres miembros de WEVA. 

### Historia de las EVS
| EVS    | Tiempo         | Lugar                      |
| ------ | -------------- | -------------------------- |
| EVS 1  | November 1969  | Phoenix, Arizona           |
| EVS 2  | November 1971  | Atlantic City, New Jersey  |
| EVS 3  | February 1974  | Washington D. C.           |
| EVS 4  | September 1976 | Düsseldorf, Germany        |
| EVS 5  | October 1978   | Philadelphia, Pennsylvania |
| EVS 6  | October 1981   | Baltimore, Maryland        |
| EVS 7  | June 1984      | Versailles, France         |
| EVS 8  | October 1986   | Washington D. C.           |
| EVS 9  | November 1988  | Toronto, Ontario           |
| EVS 10 | December 1990  | Hong Kong                  |
| EVS 11 | September 1992 | Florence, Italy            |
| EVS 12 | December 1994  | Anaheim, California        |
| EVS 13 | October 1996   | Osaka, Japan               |
| EVS 14 | December 1997  | Orlando, Florida           |
| EVS 15 | October 1998   | Brussels, Belgium          |
| EVS 16 | October 1999   | Beijing, China             |
| EVS 17 | October 2000   | Montréal, Quebec           |
| EVS 18 | October 2001   | Berlin, Germany            |
| EVS 19 | October 2002   | Busan, South Korea         |
| EVS 20 | November 2003  | Long Beach, California     |
| EVS 21 | April 2005     | Monaco                     |
| EVS 22 | October 2006   | Yokohama, Japan            |
| EVS 23 | December 2007  | Anaheim, California        |
| EVS 24 | May 2009       | Stavanger, Norway          |
| EVS 25 | November 2010  | Shenzhen, China            |
| EVS 26 | May 2012       | Los Angeles, California    |
| EVS 27 | November 2013  | Barcelona, Spain           |
| EVS 28 | May 2015       | Kintex, Goyang, Korea      |

## Mundo Eléctrico Diario Vehículo (WEVJ)
WEVA publica una revista científica internacional llamado World Electric Vehicle Journal (Diario Mundial del Vehículo Eléctrico  ISSN 2032-6653). El Diario es una revista científica internacional revisada por pares que abarca todos los estudios relacionados con los vehículos eléctricos de batería, híbridos y de pila de combustible. Publica contribuciones seleccionadas de los simposios EVS, después de un proceso de revisión adicional.